# Kalînivka, Romnî
Kalînivka (în ucraineană Калинівка) este un sat în comuna Mîkolaiivka din raionul Romnî, regiunea Sumî, Ucraina.

## Demografie
Componența lingvistică a localității Kalînivka
     Ucraineană (97,92%)
     Rusă (1,39%)
Conform recensământului din 2001, majoritatea populației localității Kalînivka era vorbitoare de ucraineană (97,92%), existând în minoritate și vorbitori de rusă (1,39%).